# Stadio comunale (Borgosesia)
Lo stadio comunale di Borgosesia (già Mlb cioè Manifattura Lane Borgosesia, azienda che lo fece costruire sul terreno di sua proprietà) è il principale stadio di calcio di Borgosesia (VC), dal 1927 sede delle partite interne del Borgosesia Calcio.
Capace di 2.500 spettatori, l'impianto è omologato per la Lega Pro, e presenta un terreno di gioco in erba sintetica posato nel 2013.